# برترین ترانه‌های پرطرفدار (آلبوم آبا)
برترین ترانه‌های پرطرفدار (انگلیسی: Greatest Hits) یک آلبوم گردآوری‌شده از ابرگروه سوئدی موسیقی پاپ آبا است که نخستین بار در ۱۷ نوامبر ۱۹۷۵ در کشورهای اسکاندیناوی منتشر شد.

## فهرست ترانه‌ها

### نسخهٔ اروپایی
تمامی ترانه‌ها توسط استیگ آندِشون، بنی آندِشون و بیورن اولویوس نوشته‌شده، مگر آنهایی که نام دیگری برایشان ذکر شده‌است.
| روی اول | روی اول             | روی اول                                                     | روی اول |
| شماره   | نام                 | نویسنده(ها)                                                 | مدت     |
| ------- | ------------------- | ----------------------------------------------------------- | ------- |
| ۱.      | «اس‌اواس»            |                                                             | ۳:۲۲    |
| ۲.      | «او برادر توست»     | بنی آندِشون، بیورن اولویوس                                   | ۳:۱۷    |
| ۳.      | «رینگ رینگ»         | استیگ آندِشون، بنی آندِشون، بیورن اولویوس، نیل سداکا، فیل کُدی | ۳:۰۳    |
| ۴.      | «خدا نگهدار»        |                                                             | ۳:۰۹    |
| ۵.      | «نینا، بالرین زیبا» | بنی آندِشون، بیورن اولویوس                                   | ۲:۵۲    |
| ۶.      | «هانی، هانی»        |                                                             | ۲:۵۵    |
| ۷.      | «خداحافظ»           | بنی آندِشون، بیورن اولویوس                                   | ۳:۰۶    |

| روی دوم | روی دوم                                 | روی دوم                   | روی دوم |
| شماره   | نام                                     | نویسنده(ها)               | مدت     |
| ------- | --------------------------------------- | ------------------------- | ------- |
| ۱.      | «دارم، دارم، دارم، دارم، دارم»          |                           | ۳:۱۵    |
| ۲.      | «آدمیزاد نیازمند عشق است»               | بنی آندِشون، بیورن اولویوس | ۲:۴۳    |
| ۳.      | «بنگ-ئه-بومرنگ»                         |                           | ۳:۰۲    |
| ۴.      | «شهری دیگر، قطاری دیگر»                 | بنی آندِشون، بیورن اولویوس | ۳:۱۰    |
| ۵.      | «ماما میا»                              |                           | ۳:۳۲    |
| ۶.      | «برقص (تا موقعی که موسیقی برقراره)»     | بنی آندِشون، بیورن اولویوس | ۳:۰۵    |
| ۷.      | «واترلو»                                |                           | ۲:۴۲    |
| ۸.      | «فرناندو» (فقط نسخهٔ بازنشر شده در ۱۹۷۶) |                           | ۴:۱۵    |

### نسخهٔ آمریکای شمالی
تمامی ترانه‌ها توسط بنی آندِشون و بیورن اولویوس نوشته‌شده، مگر آنهایی که نام دیگری برایشان ذکر شده‌است.
| روی اول | روی اول                 | روی اول                                                     | روی اول |
| شماره   | نام                     | نویسنده(ها)                                                 | مدت     |
| ------- | ----------------------- | ----------------------------------------------------------- | ------- |
| ۱.      | «اس‌اواس»                |                                                             | ۳:۲۲    |
| ۲.      | «او برادر توست»         | بنی آندِشون، بیورن اولویوس                                   | ۳:۱۷    |
| ۳.      | «رینگ رینگ»             | استیگ آندِشون، بنی آندِشون، بیورن اولویوس، نیل سداکا، فیل کُدی | ۳:۰۳    |
| ۴.      | «شهری دیگر، قطاری دیگر» | بنی آندِشون، بیورن اولویوس                                   | ۳:۱۰    |
| ۵.      | «هانی، هانی»            |                                                             | ۲:۵۵    |
| ۶.      | «خداحافظ»               | بنی آندِشون، بیورن اولویوس                                   | ۳:۰۶    |
| ۷.      | «ماما میا»              |                                                             | ۳:۳۲    |

| روی دوم | روی دوم                             | روی دوم                   | روی دوم |
| شماره   | نام                                 | نویسنده(ها)               | مدت     |
| ------- | ----------------------------------- | ------------------------- | ------- |
| ۱.      | «دارم، دارم، دارم، دارم، دارم»      |                           | ۳:۱۵    |
| ۲.      | «آدمیزاد نیازمند عشق است»           | بنی آندِشون، بیورن اولویوس | ۲:۴۳    |
| ۳.      | «واترلو»                            |                           | ۲:۴۲    |
| ۴.      | «نینا، بالرین زیبا»                 | بنی آندِشون، بیورن اولویوس | ۲:۵۲    |
| ۵.      | «بنگ-ئه-بومرنگ»                     |                           | ۳:۰۲    |
| ۶.      | «برقص (تا موقعی که موسیقی برقراره)» | بنی آندِشون، بیورن اولویوس | ۳:۰۵    |
| ۷.      | «فرناندو»                           |                           | ۴:۱۵    |

## جداول موسیقی
| جدول (۱۹۷۷–۱۹۷۵)                      | بالاترین رتبه |
| ------------------------------------- | ------------- |
| آلبوم‌ها/سی‌دی‌های برتر کانادا (آرپی‌ام)  | ۲             |
| آلبوم‌های فنلاند (جدول‌های رسمی فنلاند) | ۱             |
| آلبوم‌های ایتالیا (موزیکا ئی دیسکی)    | ۱۸            |
| آلبوم‌های نروژی (وی‌جی-لیستا)           | ۱             |
| آلبوم‌های سوئدی (برترین‌های سوئد)       | ۱             |
| آلبوم‌های بریتانیا (شرکت جدول‌های رسمی) | ۱             |
| بیلبورد ۲۰۰ ایالات متحده              | ۴۸            |

| جدول (۱۹۷۶)                          | رتبه |
| ------------------------------------ | ---- |
| آلبوم‌های بریتانیا (اوسی‌سی)           | ۱    |
| جدول (۱۹۷۷)                          | رتبه |
| آلبوم‌ها/سی‌دی‌های برتر کانادا (آرپی‌ام) | ۱۳   |
| آلبوم‌های بریتانیا (اوسی‌سی)           | ۹    |

| جدول (۱۹۷۹–۱۹۷۰)           | رتبه |
| -------------------------- | ---- |
| آلبوم‌های بریتانیا (اوسی‌سی) | ۲    |

## گواهینامه‌ها و فروش
| منطقه                                                              | گواهی     | واحد گواهی‌شده/فروش |
| ------------------------------------------------------------------ | --------- | ------------------ |
| استرالیا                                                           | —         | ۹۰۰٬۰۰۰            |
| کانادا (میوزیک کانادا)                                             | ۵× پلاتین | ۶۰۰٬۰۰۰            |
| دانمارک                                                            | —         | ۲۵۰٬۰۰۰            |
| فنلاند (موسیککیتواوتتایات)                                         | پلاتین    | ۶۴٬۸۷۵             |
| فرانسه                                                             | —         | ۱۰۰٬۰۰۰            |
| آلمان (بی‌وی‌ام‌آی)                                                   | طلا       | ۲۵۰٬۰۰۰^           |
| یونان (آی‌اف‌پی‌آی یونان)                                             | طلا       | ۵۰٬۰۰۰^            |
| هنگ کنگ (آی‌اف‌پی‌آی هنگ کنگ)                                         | پلاتین    | ۲۰٬۰۰۰*            |
| ایرلند                                                             | —         | ۲۰۰٬۰۰۰            |
| اسرائیل                                                            | طلا       | ۲۰٬۰۰۰             |
| ژاپن                                                               | —         | ۳۳۰٬۰۰۰            |
| مالت                                                               | —         | ۳٬۰۰۰              |
| نروژ (آی‌اف‌پی‌آی نروژ)                                               | طلا       | ۲۵٬۰۰۰*            |
| سوئد (گی‌ال‌اف)                                                      | پلاتین    | ۲۹۳٬۱۶۳            |
| تایوان                                                             | —         | ۴٬۵۰۰              |
| بریتانیا (بی‌پی‌آی)                                                  | ۸× پلاتین | ۲٬۶۰۶٬۰۰۰          |
| ایالات متحده (آرآی‌ای‌ای)                                            | پلاتین    | ۱٬۰۰۰٬۰۰۰^         |
| یوگسلاوی                                                           | طلا       | ۳۵٬۰۰۰             |
| خلاصه‌ها                                                            |           |                    |
| سرتاسر دنیا                                                        | —         | ۶٬۰۰۰٬۰۰۰          |
| * رقم فروش تنها بر پایهٔ گواهی‌ها. ^ رقم توزیع تنها بر پایهٔ گواهی‌ها. |           |                    |